# کریستوفر گیست
کریستوفر گیست (۱۷۰۶–۱۷۵۹) یک کاشف، نقشه‌بردار و مرزبان انگلیس استعماری بود. وی یکی از نخستین کاشفان اروپایی سرزمین اوهایو (ایالات کنونی اوهایو، شرق ایندیانا، پنسیلوانیا غربی، و شمال غربی ویرجینیا غربی، ایالات متحده) بود. وی نخستین کسی است که اطلاعاتی دقیق از اوهایو به دست آورده و به بریتانیا داد. در آغاز جنگ فرانسه و هند (۱۷۵۴)، همراه با سرهنگ جورج واشینگتن در عملیات‌هایی در بیابان شرکت کرد و جان واشینگتن را دو بار در دو موقعیت متفاوت نجات داد.